# Kamienica przy placu Wolności 9 w Katowicach
Kamienica przy placu Wolności 9 i ulicy Sądowej 2-2a w Katowicach – zabytkowa narożna kamienica mieszkalno-handlowo-usługowa, położona przy placu Wolności 9 i ulicy Sądowej 2-2a w Katowicach-Śródmieściu.

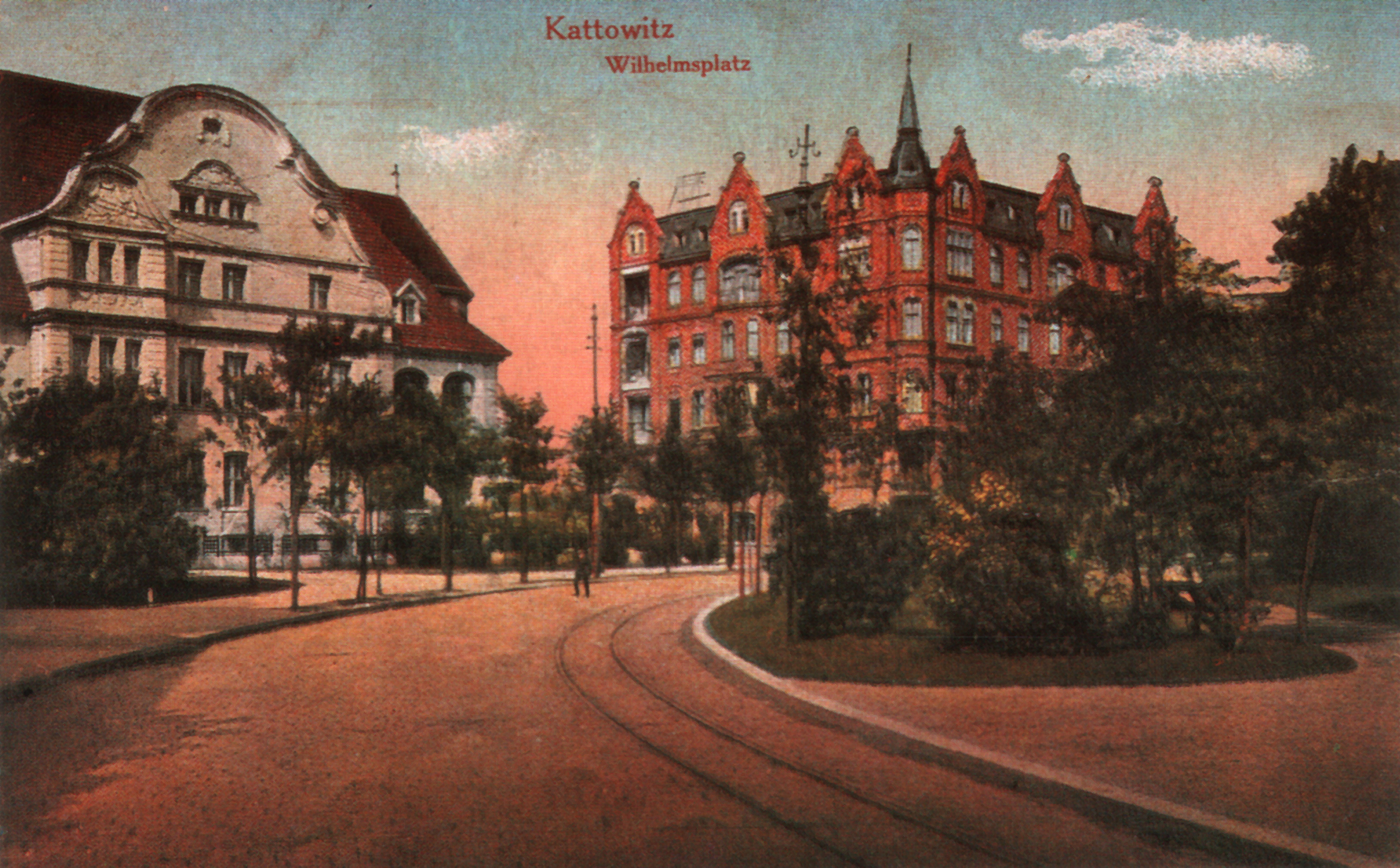
Przedwojenna pocztówka przedstawiająca plac Wolności w kierunku południowo-zachodnim; po prawej stronie kamienica pod nr. 9 przed rozbudową

Została ona wzniesiona w 1901 roku z cegły, a zaprojektował ją Ludwig Goldstein w stylu eklektycznym. Plac Wolności był miejscem bardzo atrakcyjnym do zamieszkania, dlatego też część kamienic przy placu było rozbudowywanych i nadbudowywanych. Stało się tak też z tą kamienicą – w 1921 roku powstała sień przejazdowa, zaś w latach 1929–1932 została ona przebudowana przez firmę budowlaną Brunona Iwańskiego. W ramach tej przebudowy kamienicę nadbudowano o szóstą kondygnację.
W 1935 roku właścicielem kamienicy pod numerem 9 był Józef Kohn, który prowadził skład win. Prócz lokali mieszkalnych działało w tym czasie m.in. biuro rewizyjno-buchalteryjne. W kamienicy zaraz po II wojnie światowej działała wypożyczalnia Miejskiej Biblioteki Publicznej w Katowicach powołanej w 1945 roku. Pierwsza wypożyczalnia działała pierwotnie przy ulicy Mariackiej, po czym wkrótce przeniesiono ją na plac Wolności 9. 
W dniu 11 sierpnia 1992 roku budynek wpisano do rejestru zabytków województwa katowickiego pod numerem A/1489/92 – granice ochrony obejmują całą kamienicę. Budynek ten wpisany jest także do gminnej ewidencji zabytków miasta Katowice.
W sierpniu 2022 roku w systemie REGON przy placu Wolności 9 zarejestrowanych było łącznie 9 aktywnych podmiotów, zaś pod adresem ulica Sądowa 2 i ulica Sądowa 2a w tym czasie były zarejestrowane po 2 przedsiębiorstwa. W kamienicy działały m.in.: sklep RTV (działa w tym samym miejscu od 1989 roku), sklep z artykułami turystycznymi, smażalnia ryb, biuro doradztwa podatkowego, a gmach ten jest także siedzibą Zrzeszenia Właścicieli i Zarządców Domów w Katowicach.
Powierzchnia użytkowa całej kamienicy wynosi 931,92 m², zaś powierzchnia zabudowy 207 m². Posiada ona sześć kondygnacji nadziemnych i podpiwniczenie.